# Торгівля східнонімецькими політв'язнями
Häftlingsfreikauf (укр. «Викуп ув'язнених») — це термін, який використовується в Німеччині для неофіційної та протягом багатьох років таємної серії операцій між Німецькою Демократичною Республікою (Східна Німеччина) і Німецькою Федеративною Республікою (Західна Німеччина) між 1962 і 1989 роками. За цей період майже 34 000 східнонімецьких політичних в'язнів були «freigekauft» (викуплені). Західна Німеччина платила Східній Німеччині, як правило, готівкою або товарами, в середньому приблизно 40 000 німецьких марок на людину. Політичні в’язні, чия свобода була куплена, могли вибрати видворення безпосередньо з місць ув’язнення до Західної Німеччини, і часто не отримували жодного повідомлення чи можливості поспілкуватися зі своїми сім’ями, ані попрощатися з іншими в’язнями, перш ніж їх відправили на Захід.
Ця практика припинилася в жовтні 1989 року, коли решту політичних в’язнів почали звільняти в контексті мирної революції та швидкої послідовності змін, які формально призвели до возз’єднання Німеччини в жовтні 1990 року. Вважається, що з 1964 по жовтень 1989 року 33 755 політичних в'язнів отримали свободу за номінальну загальну ціну 3,5 мільярда німецьких марок у перерахунку на сучасну купівельну спроможність еквівалентної валюти. Окрім звільнення політичних в’язнів, Західна Німеччина придбала приблизно 250 000 виїзних віз для східних німців, які бажали емігрувати.
Грошові виплати допомогли підтримати економіку Східної Німеччини, яка перебувала в стані перманентної фінансової кризи з 1970-х років до возз'єднання Німеччини.
Організація соціального забезпечення протестантської церкви Diakonie зі Штутгарта відіграла роль посередника в угодах. Тісні стосунки між протестантськими церковними громадами Східної та Західної Німеччини терпіли правлячою партією СЄПН у Східній Німеччині.

## Історія
Перша торгівля політв'язнями відбулася на Різдво 1962 року: 20 в'язнів і стільки ж дітей було звільнено в обмін на доставку трьох залізничних вагонів, навантажених калійними добривами. Канцлером Західної Німеччини на той час все ще був Конрад Аденауер. На початку місяця Аденауер зіткнувся з кризою в урядовій коаліції, яка призвела до призначення 14 грудня 1962 року Райнера Барцеля міністром внутрішньонімецьких відносин.

Щорічна закупівля Західною Німеччиною східнонімецьких політичних в'язнів (1963-1989)

Угоди про звільнення в’язнів обговорювалися неофіційно на урядовому рівні, спочатку як окремі угоди, а пізніше відповідно до більш послідовно встановленого набору процесів. Середня ціна за в’язня становила близько 40 000 німецьких марок на людину на початку, але, можливо, досягла 100 000 німецьких марок до того часу, коли ця практика припинилася в 1989 році. Офіційно виплати представляли собою «збитки» за шкоду, яку в’язні нібито завдали в Східній Німеччині та компенсувати державі Східна Німеччина втрату вартості від вартості навчання, вкладеної в осіб, звільнених на захід. Це було напівофіційне обґрунтування виплат.
Насправді східнонімецькій державі хронічно бракувало готівки загалом і конвертованої валюти зокрема. На початку 1960-х років західнонімецька німецька марка стала повністю конвертованою валютою. Продаж політичних в'язнів на захід вирішив ще одну проблему для Східної Німеччини. Історик Стефан Волле описує цю домовленість як «форму політичної утилізації токсичних відходів» («eine Art politischer Giftmüllentsorgung»). Простіше кажучи, уряд Західної Німеччини керувався гуманітарними міркуваннями.
Фактичне матеріально-технічне забезпечення переміщення в’язнів здійснювалося непомітно східнонімецькою владою. Наприклад, два західнонімецькі автобуси Magirus-Deutz були забезпечені «роторними номерними знаками». Під час руху територією Східної Німеччини на автобусах були встановлені східнонімецькі номерні знаки (номерні знаки), щоб не виділятися. Після натискання кнопки під час перетину на захід їх замінили на західнонімецькі номерні знаки.
У зв’язку з напруженістю часів холодної війни, яка створювала політичний контекст у 1950-х та на початку 1960-х років, уряди Східної та Західної Німеччини заперечували існування урядових контактів між німецькими державами. Насправді про звільнення в’язнів зі східнонімецької сторони домовився юрист із Сілезії на ім’я Вольфганг Фогель, який, очевидно, користувався повною довірою партійного керівництва, але його також цінувало керівництво Західної Німеччини, описане швидко принаймні один раз Гельмутом Шмідтом як «наш листоноша».
Західнонімецькими партнерами Фогеля по переговорах були державні юристи, такі як Вальтер Прісніц і Людвіг А. Релінгер, а також високопоставлені політики, зокрема Герберт Венер, Гельмут Шмідт і Ганс-Йохен Фогель. Іншим політиком, який брав активну участь у переговорах на урядовому рівні, коли завіса таємниці почала слабшати, був Герман Крейцер, колишній східнонімецький політичний активіст, який у 1949 році був ув’язнений за відкриту протидію суперечливому політичному злиттю, яке призвело до створення правлячої в Східній Німеччині СЄПН (партії). 25-річний термін ув’язнення Кройцера був скорочений у 1956 році, під час хрущовської відлиги та після сильного політичного тиску з боку Західної Німеччини, коли його переправили через кордон до Західного Берліна.
Людвіг Гейсель з Diakonie також брав участь у купівлі свободи політичних в’язнів разом із членами та старшими посадовими особами міської ради Західного Берліна. Незважаючи на те, що уряд Німеччини намагався зберегти транзакції в таємниці, оскільки на заході з’являлося все більше колишніх ув’язнених, обізнаність про програму «Häftlingsfreikauf» проникла в громадську свідомість. У 1983 році в Західній Німеччині спалахнув скандал, який загрожував підірвати гуманітарні мотиви урядів Західної Німеччини. Стверджувалося, що довготривалий міністр внутрішньонімецьких відносин з 1969 по 1982 рік Егон Франке та високопоставлений міністерський чиновник на ім’я Едгар Гірт керували сумнівним зникненням 5,6 мільйона німецьких марок у Східній Німеччині. Обом чоловікам пред'явлено звинувачення. Наприкінці 1986 року, під час підготовки до загальних виборів, вони постали перед судом за розтрату та шахрайство у зв’язку з програмою «Häftlingsfreikauf». Франке був виправданий, але суд вирішив, що Хірт використав частину «чорних фондів» для негуманітарних цілей без відома свого міністра, і Хірта було засуджено до трьох з половиною років ув’язнення.

## Критика
Коли Häftlingsfreikäufe стало відомо громадськості, критика з’явилася на заході, а після 1989 року – по всій Німеччині. Були припущення, що це означало згоду на ув’язнення політичних опонентів і що це забезпечило клапан тиску, який послабив політичну опозицію керівництву Східної Німеччини, тим самим зменшивши тиск на партійну ієрархію та гарантуючи другу однопартійну диктатуру Німеччини. Була підозра, що це може дати стимул східнонімецькій владі збільшити кількість політичних в'язнів, вбачаючи в них джерело потенційного доходу. Наприклад, у 1979 році стандартний термін ув'язнення за серйозні справи «Republikflucht» (спроба втечі з країни) було збільшено з п'яти до восьми років.
Додатковим занепокоєнням із західної точки зору було те, що правозахисним організаціям, таким як Amnesty International, які були краще за інших поінформовані про темний світ політичних в’язнів у Східній Німеччині, не дозволяли проводити кампанії проти порушень прав людини у Східному Берліні через побоювання загрожувати програма Häftlingsfreikäufe.

## Вартість
Джерела не погоджуються щодо загальної суми, сплаченої Західною Німеччиною за звільнення східнонімецьких політичних в’язнів, і питання ще більше ускладнюється змінами вартості грошей – навіть німецької марки – між 1962 і 1989 роками. Деякі дані можуть збігатися. виплати, здійснені за схемою Häftlingsfreikauf разом із витратами на придбання виїзних віз для приблизно 250 000 громадян Східної Німеччини, які не були політичними в’язнями, але, однак, надали переконливі аргументи на користь виїзду зі Східної Німеччини. Оцінки мали тенденцію до зростання з часом, з одного джерела, у 1994 році, припускаючи, що загальна вартість програми Häftlingsfreikäufe для Західної Німеччини могла досягати 8 мільярдів німецьких марок.